# Roger de Salern
Roger de Salern (mort el 28 de juny de 1119) fou un regent del principat d'Antioquia, fill de Ricard de Salern (regent del comtat d'Edessa de 1104 al 1108) i d'Altruda, una germana de Tancred d'Hauteville (regent d'Antioquia). Fou regent del Principat d'Antioquia de 1112 a 1119.

## Biografia
Quan Balduí II d'Edessa va ser fet presoner el 1104 pels turcs seljúcides després de la batalla d'Haran, Tancred de Galilea va assumir la regència del comtat d'Edessa i va col·locar al seu cosí Ricard de Salern com a governador. En la pràctica, Ricard va ser el governant del territori, tal vegada que Tancred havia assumit també la regència del Principat d'Antioquia.
A la mort del seu oncle Tancred, Roger de Salern esdevingué regent del Principat d'Antioquia esperant la majoria d'edat del jove príncep Bohemon II. Com Tancred, va estar gairebé constantment en guerra amb els estats musulmans veïns. El 1114 va haver-hi un terratrèmol que va destruir moltes de les fortificacions del principat. Roger va tenir cura de reconstruir-les, especialment les més properes a la frontera. El seu govern va ser immortalitzat pel seu cronista i canceller Gualteri, amb el títol de Bella Antiochena.
Va derrotar els seljúcides en dues importants batalles, el 1114 i 1115. Juntament amb Joscelí I d'Edessa, va aconseguir encerclar Alep, però aquesta ciutat es va aliar amb l'emir de Mardin el 1118. Aquest va envair el principat el 1119 i, malgrat les crides del patriarca llatí d'Antioquia, Roger no va voler esperar l'arribada de reforços del Regne de Jerusalem o del comtat de Trípoli. Va portar 700 cavallers (incloent 500 cavallers armenis) i 3000 soldats d'infanteria per a l'anomenada batalla d'Ager Sanguinis (el Camp de Sang, en llatí) lliurada el 28 de juny de 1119. La derrota va ser completa, Roger i gairebé totes les forces d'Antioquia van morir. Però l'exèrcit turc es va escampar pel territori i no va arribar a atacar la ciutat d'Antioquia, donant temps que Balduí II de Jerusalem arribés per assumir la regència del principat.
Roger es va casar amb Hodierna de Rethel, germana de Balduí II, rei de Jerusalem.